# Okręg wyborczy Newport (Monmouthshire)
Okręg wyborczy Newport, Monmouthshire powstał w 1918 r. i wysyłał do brytyjskiej Izby Gmin jednego deputowanego. Okręg obejmował miasto Newport w hrabstwie Monmouthshire. Został zlikwidowany w 1983 r.

## Deputowani do brytyjskiej Izby Gmin z okręgu Newport, Monmouthshire
- 1918–1922: Lewis Haslam, Partia Liberalna
- 1922–1929: Reginald Clarry, Partia Konserwatywna
- 1929–1931: James Walker, Partia Pracy
- 1931–1945: Reginald Clarry, Partia Konserwatywna
- 1945–1945: Ronald Bell, Partia Konserwatywna
- 1945–1956: Peter Freeman, Partia Pracy
- 1956–1966: Frank Soskice, Partia Pracy
- 1966–1983: Roy Hughes, Partia Pracy